# Garmisch-Partenkirchen
Garmisch-Partenkirchen (bavarski: Garmisch-Partakurch ili Garmisch-Partnkira) grad je u njemačkoj pokrajini Bavarskoj, u upravnom području Gornja Bavarska, blizu granice s Austrijom. Nalazi se u bavarskim Alpama.

## Povijest
Garmisch-Partenkirchen je grad star oko 1100 godina. Nastao je spajanjem dva grada: Garmischa i Partenkirchena, što se dogodilo 1935. godine, prema želji Adolfa Hitlera. Godinu poslije, 1936., održane su Zimske olimpijske igre.
Garmisch-Partenkirchen je vremenom postao poznati turistički centar, najviše zbog skijanja, prekrasne prirode i planina. Oko Garmisch-Partenkirchena se nalaze brojna skijališta, kao i veliki broj hotela i pansiona za prihvat turista. Južno od grada se nalazi Zugspitze, s 2.962 m nadmorske visine najviši vrh Njemačke.
U gradu je veći dio života proveo i u njemu umro skladatelj Richard Strauss.

## Šport
Garmisch-Partenkirchen je poznat po sportu i sportskim događajima u njemu. Najpoznatiji sportski događaj bile su Zimske olimpijske igre 1936. Također je 1978. održano Svjetsko prvenstvo u alpskom skijanju, a grad je dobio organizaciju novog prvenstva 2011. godine.
Osim po utrkama svjetskog kupa u alpskom skijanju, grad je poznat i po "Turneji četiri skakaonice" u skijaškim skokovima. Na skakaonici Große Olympiaschanze se svakog 1. siječnja održava natjecanje u sklopu turneje.
Dana 7. prosinca 2007. Garmisch-Partenkirchen se kandidirao za domaćina 23. Zimskih olimpijskih igara, zajedno s Münchenom i gradom Schönau am Königsee (blizu Berchtesgadena).

## Poznate osobe
- Maria Riesch, skijašica
- Susanne Riesch, skijašica

Felix Neureuther, skijaš
Christian Neureuther, skijaš
Rosi Mittermaier, skijašica

## Vanjske poveznice
- Službena stranica (njem.) (engl.)
- Alpine Ski Maps.com - Karta Garmich-Partenkirchena
- Institut Richard-Strauss (njem.)
- Virtualno putovanje krozt Garmisch-Partenkirchen (njem.)
- Slike Garmisch-Partenkirchena  Arhivirana inačica izvorne stranice od 4. travnja 2009. (Wayback Machine)

### Ostali projekti
|  | Zajednički poslužitelj ima još gradiva o temi Garmisch-Partenkirchen |